# Мария Амалия Бранденбург-Шведтская
Мария Амалия Бранденбург-Шведтская (нем. Maria Amalia von Brandenburg-Schwedt; 26 ноября 1670, Кёльн, ныне Берлин — 17 ноября 1739, Шлойзинген) — принцесса Бранденбург-Шведтская, в замужестве герцогиня саксонской секундогенитуры Саксен-Цейц.

## Биография
Мария Амалия — дочь «великого курфюрста» Фридриха Вильгельма и его второй супруги Доротеи Софии, дочери герцога Филиппа Шлезвиг-Гольштейн-Зондербург-Глюксбургского.
20 августа 1687 года Мария Амалия вышла замуж за наследного принца Мекленбург-Гюстровского Карла, сына герцога Густава Адольфа и Магдалены Сибиллы Шлезвиг-Гольштейн-Готторпской. Их единственный ребёнок умер вскоре после родов 15 марта 1688 года, и в тот же день умер Карл.
25 июня 1689 года в Потсдаме Мария Амалия вышла замуж во второй раз, за герцога Морица Вильгельма Саксен-Цейцского, сына герцога Морица Саксен-Цейцского и Доротеи Марии Саксен-Веймарской. Мария Амалия пережила второго мужа на 21 год.

## Потомки
Во втором браке у Марии Амалии родились:
- Фридрих Вильгельм (1690), наследный принц Саксен-Цейцский
- Доротея Вильгельмина (1691—1743), принцесса Саксен-Цейцская, замужем за ландграфом Гессен-Касселя Вильгельмом VIII
- Каролина Амалия (1693—1694), принцесса Саксен-Цейцская
- София Шарлотта (1695—1696), принцесса Саксен-Цейцская
- Фридрих Август (1700—1710), наследный принц Саксен-Цейцский